# Atibaia
Atibaia, amtlich Município de Atibaia und Estância de Atibaia, ist eine Stadt im brasilianischen Bundesstaat São Paulo. Sie hatte im Jahr 2010 etwa 127.000 Einwohner.

## Söhne und Töchter der Stadt
- Francisco da Silveira Bueno (1898–1989), Autor, Romanist, Lusitanist, Grammatiker und Lexikograf
- José Bueno Conti (1937–2024), Geograph
- Jeremias Antônio de Jesus (* 1966), römisch-katholischer Geistlicher und emeritierter Bischof von Guanhães